# Cappello di carta stagnola

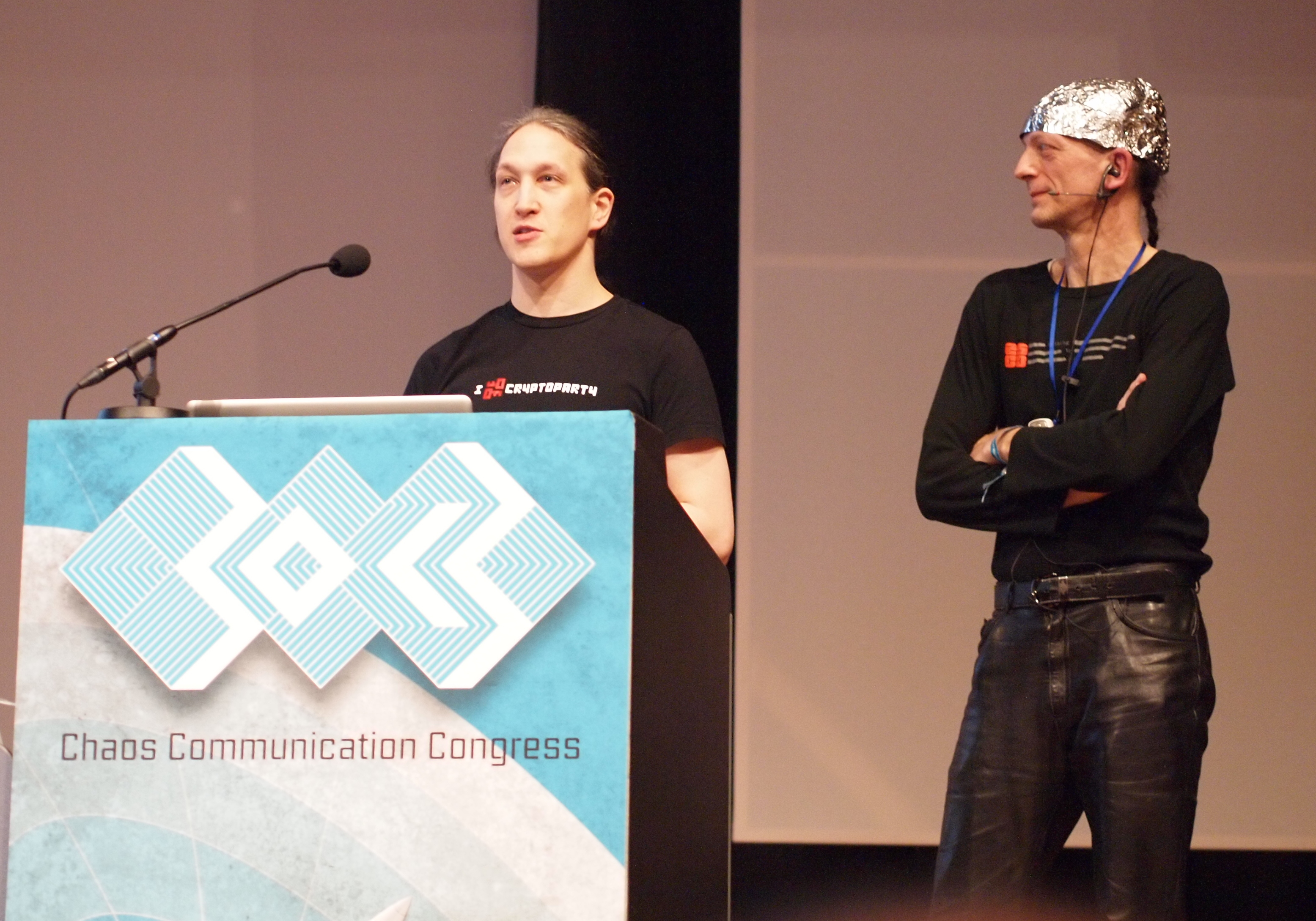
Copricapo protettivo in stagnola indossato ad Amburgo nel 2014, durante il 31C3 Chaos Communication Congress

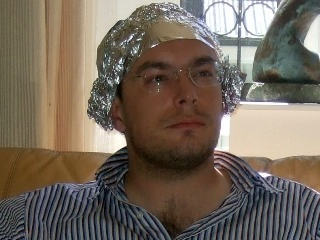
Uomo che indossa un cappello di carta stagnola

Un cappello di carta stagnola (in inglese tinfoil hat) è un copricapo fatto di (o foderato con) uno o più fogli di alluminio per confezionamento, indossato nella convinzione che possa proteggere il cervello da minacce quali i campi elettromagnetici, il controllo o la lettura della mente.

## Origine
L'immagine del cappello di carta stagnola utilizzato per proteggersi apparve in una storia fantascientifica di Julian Huxley, The Tissue-Culture King, pubblicata per la prima volta nel 1927, in cui il protagonista scopre che i "cappelli di fogli metallici" possono bloccare gli effetti della telepatia.
Nel tempo, il copricapo è diventato un diffuso simbolo usato per alludere alla paranoia, alla mania di persecuzione e a chi crede nelle pseudoscienze o nelle teorie del complotto. Per questo motivo i cappelli di carta stagnola sono apparsi in altre opere letterario-cinematografiche, come i film Signs, Un poliziotto alle elementari o Futurama - Nell'immenso verde profondo e l'episodio Gli aiutanti speciali di Bart de I Simpson. Nella serie Better Call Saul, Chuck McGill soffre di elettrosensibilità (patologia non riconosciuta dall'OMS), ed è solito ripararsi dalle radiazioni con coperte termiche o altri teli di alluminio.

## Basi scientifiche
L'idea che un cappello di alluminio possa significativamente ridurre l'effetto di una radiazione sul cervello dell'indossatore ha un vago fondamento di validità scientifica. Una recinzione in alluminio costituirebbe infatti l'approssimazione di una gabbia di Faraday, riducendo l'intensità delle onde radio, tipicamente innocue, che passano attraverso la superficie. Un semplice esperimento per mettere alla prova può consistere nel piazzare una radio a modulazione di ampiezza su un foglio d'alluminio e poi coprire la radio stessa con un cestino di metallo. Questo conduce ad una notevole riduzione della potenza del segnale. L'efficienza di tale involucro nel bloccare la radiazione dipende dallo spessore della carta stagnola. Con un foglio di alluminio spesso mezzo millimetro, una radiazione di circa 20 kHz verrebbe in parte bloccata, sebbene un singolo foglio non sia sufficiente poiché troppo sottile.
Uno studio di alcuni laureandi del Massachusetts Institute of Technology ha determinato che il cappello d'alluminio può attenuare le radiazioni a seconda della frequenza. A frequenze Wi-Fi (ca. 2.4 GHz) è attenuato fino a 90 dB; l'effetto appare essere grossomodo indipendente dalla posizione relativa dell'indossatore e della sorgente della radiazione.
Di fatto il cappello viene spesso indossato come misura di protezione dalle radiazioni elettromagnetiche, ma il potere di proteggere da tali onde di un cappello di carta stagnola (o di un oggetto strutturato in modo simile) non è mai stato comprovato da alcuna organizzazione autorevole.